# Зонн, Сергей Владимирович
Серге́й Влади́мирович Зонн (3 апреля 1906 — 22 июня 2002) — советский и российский учёный, географ, специалист в области лесного почвоведения и истории почвоведения. Доктор сельскохозяйственных наук, профессор, заслуженный деятель науки Российской Федерации (1996).

## Биография
Родился 21 марта (3 апреля) 1906 в городе Владикавказ в семье агронома.
В 1929 году окончил Горский сельскохозяйственный институт, работал на Северном Кавказе, занимаясь вопросами мелиоративного почвоведения.

### Научная и педагогическая деятельность
С 1931 года работал в Ленинградском отделении Всесоюзного института удобрения и агропочвоведения, руководил Кавказской, Крымской, Бурят-Монгольской экспедициями. В 1937 году без защиты диссертации присвоена степень кандидата сельскохозяйственных наук.
С 1939 года научный сотрудник ВИР. Одновременно преподавал в Ленинградском горном институте курс основ четвертичной геологии с почвоведением.
Война застала Сергея Владимировича в Ленинграде, и весь ужас блокады он испытал на себе. В 1942 году в тяжелом состоянии по ледовой «Дороге жизни» его эвакуировали в Казань. При росте около 180 см он в то время весил только 40 кг. В эвакуации работал в Комиссии АН СССР по мобилизации ресурсов Среднего Поволжья.
С 1944 года — заместитель директора Института леса АН СССР, где создал лабораторию лесного почвоведения. Одновременно в 1944—1948 годах — первый зав. кафедрой почвоведения в Московском лесотехническом институте (МЛТИ).
В 1949—1952 годах возглавлял Комплексную научную экспедицию АН СССР по вопросам полезащитного лесоразведения.
В 1950 году за монографию «Горнолесные почвы северо-западного Кавказа» присвоена степень доктора сельскохозяйственных наук и присуждена Сталинская премия.
С 1962 года старший научный сотрудник Института географии АН СССР, и, по совместительству, профессор Университета Дружбы народов им. П. Лумумбы.
С. В. Зонн был на всех материках, кроме Австралии и Антарктиды, видел почти все почвы Земли. Во многих странах он был первым почвоведом из СССР.

### Вклад в науку
- Создал теорию почвообразования в лесах и формирования там структуры почвенного покрова.
- Ему принадлежит приоритет в выделении псевдоподзолистых почв.
- Разработал теорию бурозёмообразования.
- Показал распределение в почвах соединений алюминия и железа разной степени растворимости в специальных реагентах.
- Одним из первых поднял вопрос об экологических последствиях войн на примере Первой чеченской войны.

В 1953—1995 годах заместитель главного редактора журнала «Почвоведение».
С. В. Зонн подготовил учеников, наиболее известные из них: Л. Ю. Рейнтам, Т. Ф. Урушадзе, М. В. Вайчис, Р. И. Шлейнис, Т. А. Романова, Б. Джафаров, А. П. Травлеев.
Сергей Владимирович Зонн скончался 22 июня 2002 года. Похоронен в Подмосковье, Пушкинский район, кладбище села Братовщина.

## Семья
- Жена - Келлерман Валентина Владимировна, ученый-почвовед-химик
- Сын — Зонн, Игорь Сергеевич, учёный-мелиоратор.
- Дочь — Зонн, Марина Сергеевна, ученый-геолог-нефтяник

## Членство в организациях
- 1957 — Член Международного общества почвоведов

## Награды и премии
- 1950 — Сталинская премия
- 1953 — Золотая медаль имени В. В. Докучаева
- 1953 — Орден Трудового Красного Знамени